# ماركو سولفريني
ماركو سولفريني (بالإيطالية: Marco Solfrini)‏ مواليد 30 يناير 1958 في بريشا، هو لاعب كرة سلة إيطالي سابق بدأ مسيرته الاحترافية في سنة 1977. بلغ طوله 6 قدم 5 بوصة (2.0 م). مثّل منتخب بلاده. شارك في مسابقة كرة السلة في الألعاب الأولمبية الصيفية. اعتزل اللعب في 1993.

## فرق لعب لها
- فيرتوس روما

## الميداليات
| الميدالية | المسابقة                       |
| --------- | ------------------------------ |
| فضية      | الألعاب الأولمبية الصيفية 1980 |

## روابط خارجية
- ماركو سولفريني على موقع الاتحاد الدولي لكرة السلة (الإنجليزية)
- ماركو سولفريني على موقع بروبوليرز (الإنجليزية)
- ماركو سولفريني على موقع سبورتس رفرنس (الإنجليزية)
- ماركو سولفريني على موقع اللجنة الأولمبية الدولية (الإنجليزية)
- ماركو سولفريني على موقع أوليمبيديا (الإنجليزية)
- ماركو سولفريني على موقع اللجنة الأولمبية الإيطالية (الإيطالية)